# Стриє-Паскове
Стриє-Паскове (пол. Stryje Paskowe) — село в Польщі, у гміні Ласьк Ласького повіту Лодзинського воєводства.
Населення — 132 особи (2011).
У 1975-1998 роках село належало до Серадзького воєводства.

## Демографія
Демографічна структура станом на 31 березня 2011 року:
|          | Загалом | Допрацездатний вік | Працездатний вік | Постпрацездатний вік |
| -------- | ------- | ------------------ | ---------------- | -------------------- |
| Чоловіки | 70      | 19                 | 44               | 7                    |
| Жінки    | 62      | 19                 | 30               | 13                   |
| Разом    | 132     | 38                 | 74               | 20                   |